# Börge Ramböll
Börge Johannes Ramböll, född 30 maj 1911 i Korsör, Danmark, död 16 januari 2009, var en dansk ingenjör och företagsledare. Han grundade 1945 företaget Ramböll tillsammans med Johan Hannemann.  
Börge Ramböll blev civilingenjör 1935 och docent i bärande konstruktioner 1944. Samma år påbörjade Börge Ramböll en anställning på Anker Engelunds ritkontor medan han också undervisade vid Danmarks Tekniske Universitet. 
1945 grundade Börge Ramböll tillsammans med Johan Georg Hannemann ingenjörsföretaget Ramböll & Hannemann. 1959, efter att ha tjänstgjort i 12 år vid DTU, avslutade Börge Ramböll sin akademiska tjänst för att därefter ägna sin tid åt Ramböll & Hannemann där han huvudsakligen ansvarade för ledningsrelaterade uppgifter. 
Fram till de allra sista dagarna av sitt liv fortsatte Börge Ramböll dagligen med att övervaka att den ursprungliga Ramböll & Hannemannandan levde vidare i företaget. Ramböllfilosofin, som Börge Ramböll själv skrev 1986, är fortfarande en hörnsten i företagets identitet och arbete. 